# Frits Pedersen
Frits Anker Pedersen (13. maj 1919 i København – 8. maj 2003 i Virum) var en dansk direktør.
Frits Pedersen var søn af toldinspektør ved Københavns Havn P.A. Pedersen. Frits Pedersen blev student fra Gammel Hellerup Gymnasium i 1937 og blev færdig som cand.jur. i 1943, og samme år ansat i Kjøbenhavns Brandforsikring. Her avancerede han i 1963 til underdirektør, siden til vicedirektør, og i 1968 til administrerende direktør. Kjøbenhavns Brandforsikring fusionerede i 1976 med Danmark/Tryg/Fremtiden G/S, og skiftede navn til Tryg Forsikring (i dag en del af forsikringskoncernen Tryg A/S) hvor Frits Pedersen til 1981 var medlem af det fusionerede selskabs fællesdirektion, som direktør i Tryg Forsikring.
Foruden ledelsesarbejdet, havde han en række tillidshverv, bl.a. som formand for Bygningsbrandforsikringsnævnets forretningsudvalg og for Assurandør-Societetets komité.
Frits Pedersen var desuden redaktør af Assurandør-Societetets Domssamling 1956-70.
23. november 1943 blev han gift med Gørrild Baggesen (22. marts 1919 på Frederiksberg – 28. februar 2005 i Virum), datter af boghandler Ragnar Baggesen og hustru Margrethe f. Andersen.